# CHEER UP (노래)

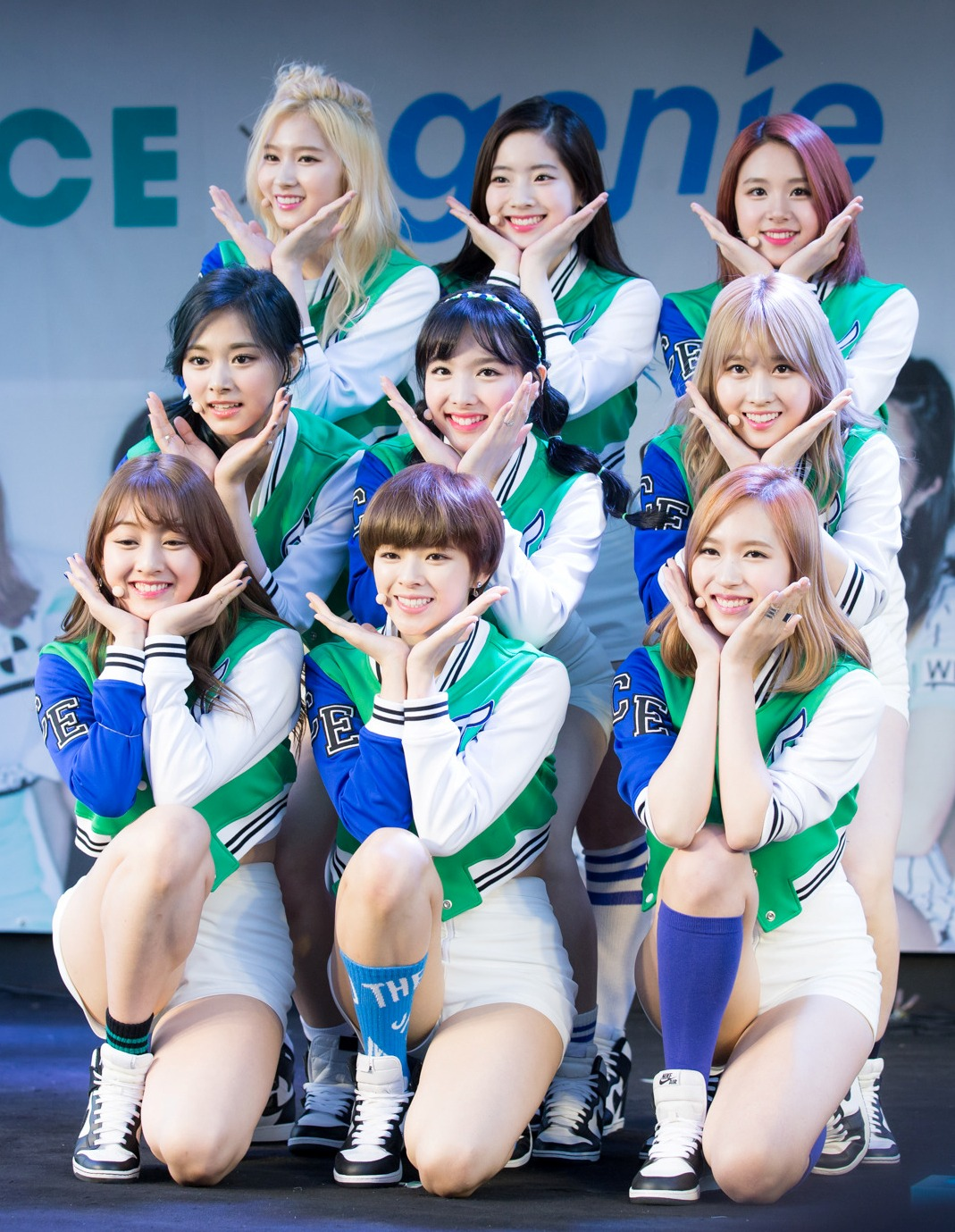
2016년 5월 7일에 열린 게릴라 콘서트에서 〈CHEER UP〉 공연을 펼치고 있는 트와이스의 멤버들

《CHEER UP》은 걸그룹 트와이스가 발매한 곡이다. 2016년 4월 25일 JYP 엔터테인먼트가 발매한 두 번째 EP《PAGE TWO》의 타이틀곡이다. Sam Lewis와 용감한 형제이 각각 작사, 작곡했다.
이 곡은 가온 디지털 차트에서 1위를 차지하였다. 또한 두 개의 주요 음악 시상식, 멜론 뮤직 어워드, 엠넷 아시안 뮤직 어워드에서 올해의 노래를 포함한 여러 상을 받았다. 2016 멜론 뮤직 어워드에서《CHEER UP》으로 3개의 대상 중에 하나인 올해의 노래상과 본상에 해당하는 아티스트 TOP 10 상을 수상한데 이어 2016 엠넷 아시안 뮤직 어워드에서《CHEER UP》으로 3개의 대상 중에 하나인 올해의 노래상과 베스트 여자 그룹상을 수상하였다.《CHEER UP》은 2016년 국내 최다 이용자 음원 사이트인 멜론에서 2011년 티아라의《Roly-Poly》이후로 걸그룹으로서는 5년만에 연간 차트 1위를 차지하였다. 2010년대 멜론 시대 차트 16위로 걸그룹 중 가장 높은 순위를 차지한 노래이다.

## 뮤직비디오
2016년 4월 25일, 앨범 발매와 동시에 뮤직비디오가 공개됐다. 멤버들은 영화에 등장하는 주인공으로 분장했다.
- 미나 - 《러브레터》
- 사나 - 《달의 요정 세일러문》
- 나연 - 《스크림》
- 쯔위 - 《로마의 휴일》, 《바람과 함께 사라지다》
- 정연 - 《중경삼림》
- 모모 - 《레지던트 이블》
- 지효 - 《브링 잇 온》
- 채영 - 《대열차강도》
- 다현 - 《황진이》

2016년 11월 17일 오전 6시 40분, "CHEER UP" 뮤직비디오 유튜브 조회 수가 1억 뷰를 돌파했다. 이는 케이팝 아이돌 가운데 최단 기간 내에 유튜브 1억 뷰를 돌파한 것이다. 또한 이전 주에 "OOH-AHH하게 (우아하게)" 뮤직비디오가 유튜브 1억 뷰를 경신하는 것과 함께 "CHEER UP" 뮤직비디오가 연달아 유튜브 1억 뷰를 넘음으로써, 2곡 연속 1억 뷰 돌파 기록을 세우게 됐다.

## 일본어판
2017년 2월 24일, 트와이스가 일본 데뷔를 6월 28일로 공식 발표했다. 그들은《CHEER UP》의 한국어 버전과 일본어 버전을 포함하여 10개의 곡으로 구성된《#TWICE》라는 제목의 컴필레이션 앨범을 발매했다. 일본어 가사는 시모지 유가 썼다.

## 같이 보기
- 2016년 가온 디지털 차트 1위 목록